# Кяриз
Кяри́з (з перс. كاريز) або канат (з араб. قناة) — традиційна система водного господарства, яка забезпечує надійну поставку води до людських поселень або для поливу в спекотному, аридному та напіваридному кліматі. Технологія виникла у древній Персії і потім поширилася серед інших культур, особливо після Ісламських завоювань Іберійського півострова, південної Італії і Північної Африки.. Під час заселення приазовських степів України місцеві переселенці лаштували зрошувальні системи на зразок кяризів.

## Подача води
Кяризи побудовані як серія колодязеподібних вертикальних шахт, пов'язаних тунелями.
Переваги:
- Кяризи дозволяють поставляти велику кількість води до поверхні без потреби в перекачці.
- Дозволяє транспортувати води на великі відстані, не гублячи більшу частину води при випаровуванні і всмоктуванні в ґрунт.

Зазвичай кяризи будують від джерела біля підніжжя гір, де водоносний горизонт найближче підходить до поверхні. З цієї точки будують кяриз з постійним нахилом до точки, де він виходить на поверхню.
Зазвичай до міста йде декілька кяризів. Вода з кяризів визначає соціальний стан мешканців міста. Біля виходу кяриза на поверхню мешкають найзаможніші — бо вода тут чистіша та прохолодніша. Останнє важливе, бо вода з кяризів використовується для зниження температури в оселі влітку. Вниз за течією і чим далі від виходу кяризу селяться дедалі бідніші верстви населення. Дехто влаштовує приватні підземні басейни для збереження води.
Забудова міста здійснюється згідно з рухом води кяризом і його відгалуженнями.
Розташування оселі й сільського господарства вниз по кяризу після поселення небажана: йде прогресуюче забруднення води, а в сухі роки існує велика імовірність, що вода просто не дійде.

## Особливості регіонів, де використовуються кяризи
- Відсутність великих річок з цілорічним стоком, здатним підтримати штучне зрошування.
- Близьке розташування гір та гірських пасом до родючих земель.
- Аридний клімат, що унеможливлює використання звичайних каналів через сильне випаровування.
- Водоносний горизонт в області з родючим ґрунтом занадто глибокий, що унеможливлює використання звичайних колодязів.

Будівництво і підтримка кяризів у робочому стані фінансується зазвичай торговцями або місцевими землевласниками. На середину ХХ сторіччя у використанні в Ірані було приблизно 50 000 кяризів. Кяризи вельми стійкі до землетрусів, повеней та воєн.

## Будівництво
Традиційно будівництво кяризів було справою чорноробів мукані (muqannīs) і виконувалося вручну. Професія зазвичай була добре оплачуваною та передавалася від батька до сина.

### Підготовка
Підготовка розпочинається з пошуку підземного джерела. Найлегший пошук і видобуток води в конусі виноса. Мукані досліджують річище, що несе воду з гір, і його підземне продовження за корінням рослинності і просочуванням. Далі слідує прокопування пробного шурфа, і якщо джерело визнається придатним і достатньо водоносним, розпочинається будівництво.
Після цього йде підготування обладнання: тара (зазвичай шкіряні мішки), мотузки для підйому ґрунту на поверхню, сокири, лопати і заступи, смолоскипи, ватерпаси для вимірювання нахилу. Залежно від ґрунту можливе застосування керамічних кілець.
Хоч методика будівництва кяриза проста, вона потребує розуміння підземної геології і чіткого вимірювання нахилу — малий сприяє замулюванню, а великий призводить до розмивання і навіть руйнування кяризу. Неправильне розуміння ґрунту призводить до руйнації, що потребує переробки, а в найгіршому випадку і до загибелі копачів.

### Проходка

Конструкція кяризу

Будівництво кяризу виконується зазвичай командою 3–4 мукані. При будівництві невеликого кяризу одна людина веде горизонтальну проходку, одна дістає ґрунт на поверхню, решта розплановує ґрунт.
Копання кяризу розпочинається від місця споживання в напрямку джерела. Вертикальні шахти будують на відстані 25–35 метрів. Відстань між вертикальними колодязями залежить від відстані між ними і зусиллям потрібним за для їх копання та обслуговування. Загалом, чим менша відстань між поверхнею і кяризом (чим мілкіше він пролягає), тим ближче вертикальні шахти.
Якщо кяриз вельми довгий, проходка може початись з обох боків. Іноді добудовуються допоміжні кяризи для збільшення водотоку.
Більшість кяризів Ірану завдовжки є меншими від 5 кілометрів, але повна довжина кяризів разом з відгалуженнями часто сягає понад 16 км, а деякі, на кшталт кяризів Кермана, понад 70 км завдовжки. Вертикальні шахти зазвичай 20–200 метрів завглибшки. У Хорасані зустрічаються кяризи завглибшки до 275 метрів. Вертикальні шахти потрібні як для будівництва, так і для вентиляції.
У середньому кяризи мають параметри: 50–100 сантиметрів завширшки і 90–150 заввишки. Нахил в середньому між 1:1000 та 1: 1500..
Швидкість проходки залежить від глибини. При глибині 20 метрів, бригада з 4 осіб може пройти до 40 м за день, при глибині 40 метрів ця бригада може пройти лише 20 м на день і при глибині 60 м лише 5 м на день. Будівництво глибоких кяризів займає декілька років, а то й десятиліть.
Викопаний ґрунт складають біля вертикальних шахт, забезпечуючи захист від дощу й вітру. З повітря вертикальні колодязі нагадують вирви від бомб.

### Обслуговування
Вертикальні шахти можуть бути заглушені для зменшення потрапляння у кяриз піску та пилу. Кяризи мають час від часу очищатися від пилу та мулу, відновлюватися від ерозії та обвалів. Вентиляція має забезпечувати безпечне перебування у кяризі людини.

### Цінність
Цінність кяризу залежить від якості, об'єму та регулярності подачі води. Більша частина населення Ірану історично залежало від води кяризів, заселялися ті області, де було можливо будівництво кяризів. Хоч вартість будівництва кяризів велика, але за тривалий час свого існування вони багаторазово окуповуються.

## Інше застосування

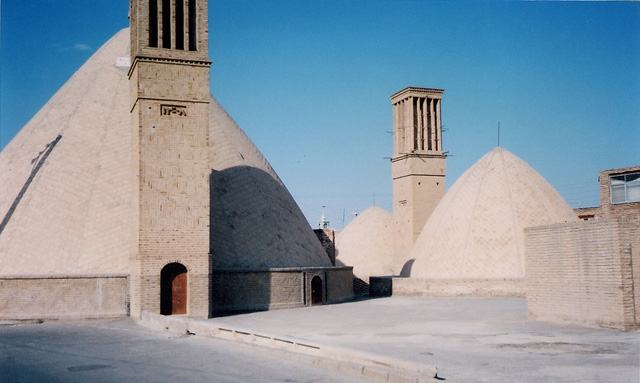
Аб анбар з двома куполами місто Наїн, біля Йєзда

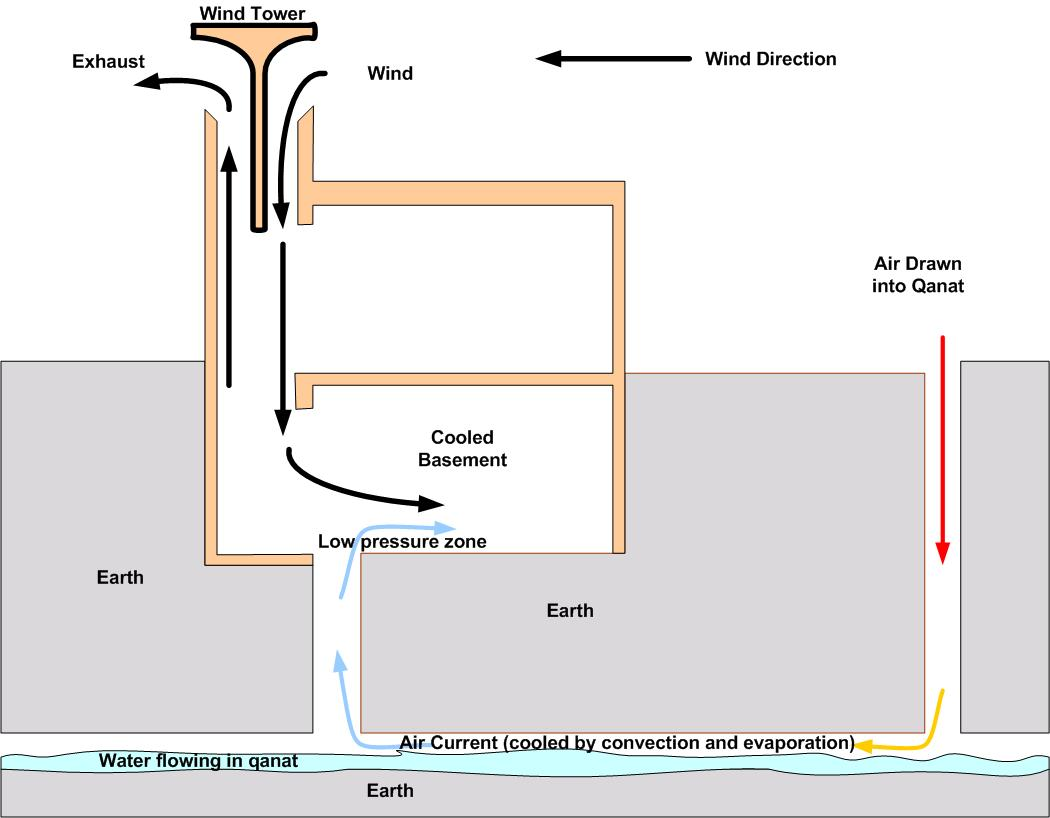
Система охолодження з вітрової башти та кяриза

### Системи розподілу
Досягнувши міста, кяризи часто розгалужуються на менші канали, які також йдуть під землею, щоб уникнути забруднення.

### Водозбереження
Аб анбар — традиційний резервуар для збереження води в давнину.

### Охолодження
Кяриз в поєднанні з вітровою вежею може забезпечити охолодження разом з поставкою прохолодної води. Вітрова вежа — подібна до димоходу споруда, яка здіймається вище за оселю, щоб спіймати домінуючий вітер. Повітря, що входить до вежі, направлено поперек вертикальної шахти, що веде до кяризу. Цей вентеляційний струмінь створює нижчий тиск (див.Закон Бернуллі) і змішується з прохолодним повітрям тунелю, при цьому не призводячи до випаровування води. У сухому кліматі пустелі зниження температури повітря може сягати 15 °C. Змішане повітря все ще лишається сухим і прохолодним. Вітрові вежі використовуються вже понад тисячу років.

### Зберігання льоду
У 400 році до Р. Х. перські інженери вже справлялися із задачею збереження криги у пустелі посеред літа. Лід привозили з навколишніх гір взимку у великій кількості й заготовлювали в якчалах (льодові ями). Велике підземне сховище з товстими ізольованими стінами було пов'язане з кяризами і вежами вітру, для утримання прохолодного повітря. Як наслідок, крига танула вельми повільно і була доступна цілорічно.

## Використання кяризів

### Азія

#### Афганістан

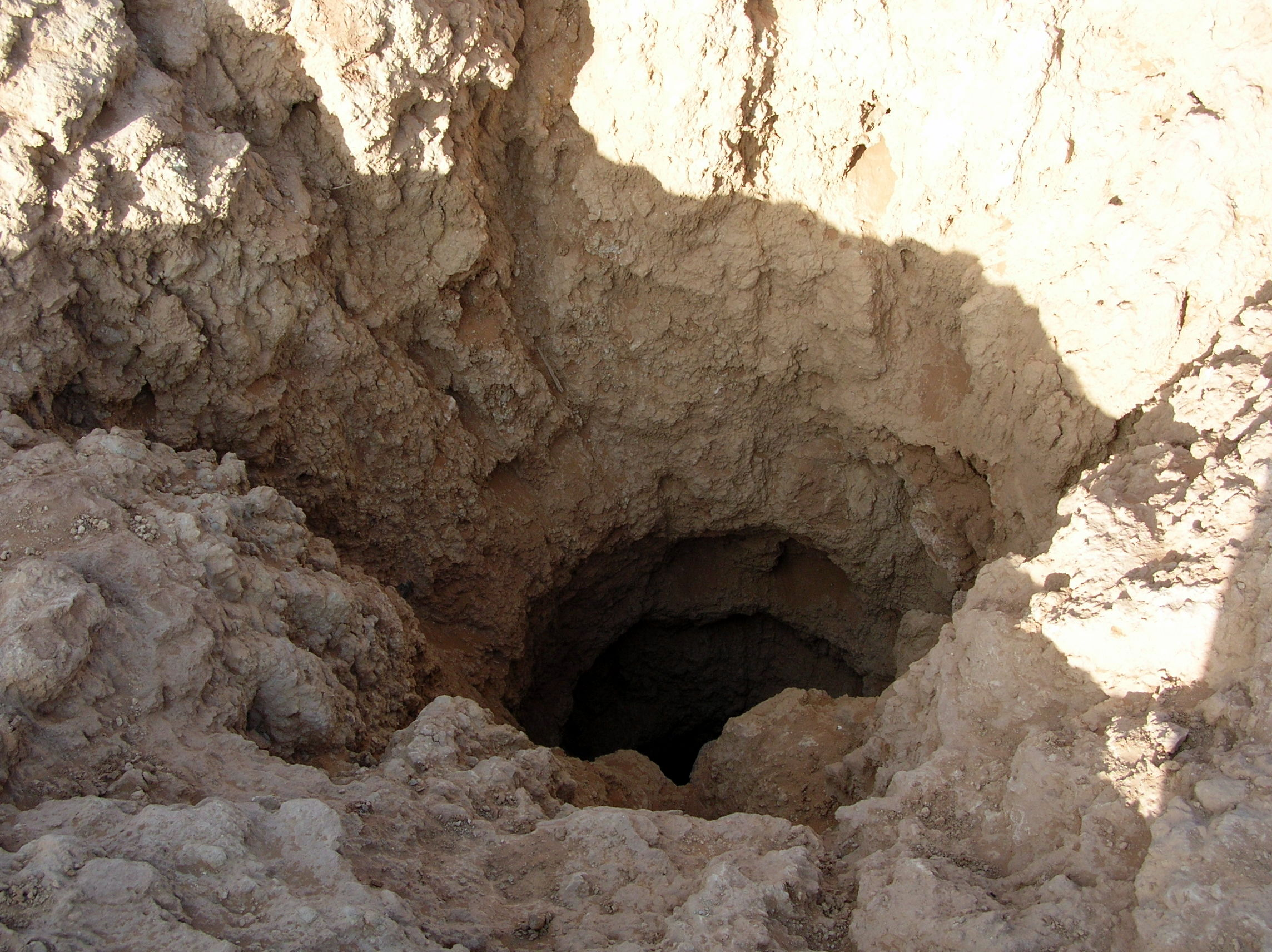
Кяриз

Багато кяризів на півдні Афганістану: Кандагар, Урузган, Німроз, Гільменд. Безперервна 30 річна війна зруйнувала багато цих давніх споруд. Під час війни обслуговування кяриза не завжди є можливим. Відновленню і будівництву кяризів перешкоджає висока вартість праці і мала кількість фахівців. Велика кількість дехкан залишає навіть діючі кяризи на користь труб і дизельних насосів.

#### Іран
Приблизно 4/5 води, що використовується в Ірані, здобувається завдяки кяризам. Але тому через скорочення сільського господарства зменшується і використання кяризів. Губиться технологія будівництва. Оскільки обслуговування і будівництво кяризів — вельми небезпечна робота, люди відмовляються від них на користь свердловин.
Найдавніший і найбільший відомий кяриз знаходиться в іранському місті Гонабад, він вже 2 700 років забезпечує водою сільське господарство і місто з населенням в 40 тисяч людей. Його глибина більш 360 м і довжина понад 45 км.
В іранській архітектурній традиції кяриз — це маленький канат, що використовується для розподілу води в місті.

#### КНР
Велика китайська стіна, Великий канал Пекін-Ханчжоу та кяризи — це «три пам'ятки Стародавнього Китаю». У минулому кяризи були розташовані в основному в Турфане, Хамі, Чанцзи, Хетяні, Атуші, Кучі, Урумчі та інших місцях Синьцзяна, а тепер, головним чином, знаходяться в Турфане і Хамі. Зараз в Сіньцзяні налічується 614 кяризів, з яких 404 — в Турфані. На своєму піку кяриз Турфан перевищує 5000 км. Мудрі стародавні сіньцзянці, використовуючи підземні води і круті схили, спустили річку з гори в долину по тунелю, що дозволило воді не випаровуватися від спеки або сильного вітру і забезпечило постійне зрошення місцевих полів. Вертикальні свердловини забезпечували річці вентиляцію і допомагали витягувати воду на поверхню землі. Підземні води і тане сніг з гір Тянь-Шаню забезпечували постійний рівень води в тунелі.
В основному китайські кяризи були створені за часів правління династії Цин (1644—1911 рр.), Але до цього дня служать головними джерелами води для іригації, пиття і збереження здорової екологічної обстановки. У 1992 році в Турфані Інститутом синьцзянських кяризів з метою дослідження і поширення інформації про водній системі був створений Парк кяризів.